# Exacto
Pour la munition, voir EXACTO.
Exacto est une société établie à Buenos Aires qui a fabriqué du Meccano sous licence de 1956 à 1985. À cette date, la licence a été dénoncée et Exacto continue de fabriquer le même produit sous sa propre marque.